# Todd Sickafoose
Todd Sickafoose (San Francisco, 1974) is een Amerikaanse jazzbassist en toetsenist, componist en producent.

## Biografie
Hij is vooral bekend door het spelen van akoestische bas en keyboards met Ani DiFranco, maar heeft ook zijn eigen band Tiny Resistors geleid. Sickafoose was een lid van de bands van Jenny Scheinman, Scott Amendola, Adam Levy, Allison Miller en Noe Venable. Hij heeft opgetreden en opgenomen met Don Byron, Trey Anastasio, Nels Cline, Ron Miles, Myra Melford, Skerik, Stanton Moore, Bobby Previte, Will Bernard, Steven Bernstein, Jessica Lurie, Erin McKeown, Sean Hayes, Carla Bozulich, Etienne de Rocher, Shane Endsley, Tony Furtado, Darol Anger, Andrew Bird, Art Hirahara en John Zorn.
Sickafoose heeft drie albums geproduceerd voor Anaïs Mitchell - Hadestown (2010), Young Man in America (2012) en Hadestown Live Original Cast Recording (2017). Hij arrangeerde en orkestreerde Hadestown, samen met Michael Chorney, voor producties in de New York Theatre Workshop, het Citadel Theatre in Edmonton, Alberta en het National Theatre in Londen. Hij heeft ook albums geproduceerd voor Rupa & the April Fishes, Nels Andrews en Mipso. Sickafoose ontving, samen met Michael Chorney, de Tony Awards voor beste orkestraties, nadat Hadestown in 2019 opende op Broadway. Sickafoose won ook een Grammy Award-prijs als co-producent van de cast-opname van Hadestown, die in 2019 het beste muziektheateralbum won.
Op 13-jarige leeftijd begon Sickafoose contrabas te spelen, nadat hij Edgar Meyer had zien optreden. Later studeerde hij bij Charlie Haden en vervolgens bij Mel Powell aan het California Institute of the Arts. Hij verhuisde naar Brooklyn (New York), het levendige muziekcircuit van New York en sloot zich aan bij vele muzikale vrienden die daar woonden. Sickafoose begon te spelen met Ani DiFranco in 2004 na het openen voor haar op tournee. Criticus Steve Greenlee van JazzTimes stelt dat Sickafoose's publicatie Tiny Resistors in 2008 een van de meest meeslepende luisterbeurten van dat jaar is. De cd kreeg ook positieve recensies van The New York Times en USA Today.

## Discografie
- 2000: Dogs Outside (Evander)
- 2006: Blood Orange (Secret Hatch)
- 2008: Tiny Resistors (Cryptogramophone Records)

- Gemeinsame Normdatei: 136105777
- International Standard Name Identifier: 0000 0000 5832 4543
- Library of Congress Control Number: no2013026578
- MusicBrainz: d9a39dbd-b6ca-4fa0-b1a5-2d83b46d248f
- Virtual International Authority File: 80506905
- WorldCat: E39PBJjmWbGVyYVGbYTKtgptrq